# ستيفن آيرلند
ستيفن جيمس آيرلند (بالإنجليزية: Stephen Ireland)‏، من مواليد 22 أغسطس 1986 في كورك في إيرلندا، لاعب كرة قدم إيرلندي.
بدأ مسيرته الكروية مع نادي مانشستر سيتي في عام 2005 ولعب معهم 138 مباراة وسجل 16 هدف، وفي عام 2010 انتقل إلى نادي استون فيلا وهو يلعب معهم حتى الآن.
و قد بدأ مسيرته الكروية مع منتخب إيرلندا لكرة القدم في عام 2006.

## مسيرته الكروية
لعب ستيفن آيرلند خلال مسيرته الاحترافية مع 5 أندية في خمسة عشر موسمًا وسجل خلالها 19 هدفًا ضمن 246 مباراة. ولم يفز بأي موسم بالكأس أو بالدوري.
خاض ستيفن آيرلند مسيرته مع نادي مانشستر سيتي في موسم 2005–06 ليلعب معه خمسة مواسم، مشاركًا في 138 مباراة سجل خلالها 16 هدفًا. ثم انتقل إلى نادي نيوكاسل يونايتد في موسم 2010–11 لمدة موسم واحد، حيث شارك في مباراتين ولم يسجل أي هدف. لينتقل بعدها إلى نادي أستون فيلا في موسم 2011–12 ولمدة موسمين، مشاركًا في 47 مباراة سجل خلالها هدفًا واحدًا. ثم انتقل إلى نادي ستوك سيتي في موسم 2013–14 ليلعب معه خمسة مواسم، مشاركًا في 59 مباراة سجل خلالها هدفين. هذا وانتقل لاحقًا إلى نادي بولتون واندررز في موسم 2018–19 لمدة موسم واحد، لم يشارك في أي مباراة ولم يسجل أي هدف.

## روابط خارجية
- ستيفن آيرلند على موقع الاتحاد الأوربي (الإنجليزية)
- ستيفن آيرلند على موقع قاعدة بيانات كرة القدم.إي يو (الإنجليزية)
- ستيفن آيرلند على موقع ناشيونال فوتبول تيمز (الإنجليزية)
- ستيفن آيرلند على موقع Soccerbase.com (لاعب) (الإنجليزية)
- ستيفن آيرلند على موقع Soccerway.com (الإنجليزية)
- ستيفن آيرلند على موقع عالم كرة القدم.نت (الإنجليزية)
- ستيفن آيرلند على موقع كووورة
- ستيفن آيرلند على موقع AS.com (الإسبانية)